# Isaac Campanton
Isaac Campanton (hebrejsko יצחק קנפנטון), španski rabi, * 1360, † 1463.
1. 1 2  Swartz A. Open Library — 2007.
2. 1 2  CERL Thesaurus — Consortium of European Research Libraries.